# Среднее Долманово
Среднее Долманово (устар. Лесное) — пресноводное озеро на территории городского поселения Зеленоборского Кандалакшского района Мурманской области.

## Общие сведения
Площадь озера — 3,2 км², площадь водосборного бассейна — 44 км². Располагается на высоте 41 метров над уровнем моря.
Форма озера лопастная, продолговатая: оно почти на пять километров вытянуто с северо-запада на юго-восток. Берега изрезанные, каменисто-песчаные, местами заболоченные.
Через озеро течёт река Долманово, вытекающая из озера Верхнего Долманова, протекающая ниже по течением через озеро Нижнее Долманово и впадающая в Сенное озеро, через которое протекает река Каменная, впадающая в Ковдозеро. Через последнее протекает река Ковда, впадающая, в свою очередь, в Белое море.
С запада в Среднее Долманово впадает протока, вытекающая из Серголамбины.
В озере расположено более трёх десятков безымянных островов различной площади, рассредоточенных по всей площади водоёма, однако их количество может варьироваться в зависимости от уровня воды.
К северо-востоку от озера проходит автозимник.
Населённые пункты вблизи водоёма отсутствуют.
Код объекта в государственном водном реестре — 02020000611102000001471.